# Tatort: Der Trippler
Der Trippler ist ein Fernsehfilm aus der Kriminalreihe Tatort der ARD und des ORF. Der Film wurde vom SFB produziert und am 20. August 2000 erstmals ausgestrahlt. Es handelt sich um den sechsten und letzten gemeinsamen Fall des Ermittler-Duos Hellmann und Ritter und die 451. Tatort-Folge. Hellmann und Ritter müssen den Tod eines kleinen Mädchens aufklären. Ab dem nächsten Fall ermittelt Ritter mit seinem neuen Kollegen Felix Stark.

## Handlung
Die sechzehnjährige Melanie Karsten soll auf ihre zehnjährige Schwester Susi aufpassen.  Sie versucht jedoch stattdessen ihren Freund im Gefängnis zu besuchen. Susi, die alleine zu Hause ist, öffnet unterdessen einem Mann die Tür, sie scheint mit ihm vertraut zu sein und zeigt ihm ihr neues Fahrrad im Keller. Als das Licht ausgeht, tötet er das Kind. Als Melanie nach Hause kommt, findet Melanie die Wohnungstür offen vor, kann jedoch ihre Schwester nicht finden. Etwa zur gleichen Zeit filmt der ältere Herr Wesel aus der Nachbarschaft, der wegen seiner Gangart in der Nachbarschaft nur „Der Trippler“ genannt wird, die Kinder auf dem Spielplatz, wird aber von Eltern der spielenden Kinder, unterstützt vom Hausmeister der Wohnanlage, davongejagt. Kurz darauf findet Melanie Susi erwürgt im Keller auf. Die Kriminalhauptkommissare Robert Hellmann und Till Ritter treffen am Tatort den verzweifelten Vater Thomas an. Dieser erzählt den Beamten, dass er seit zwei Jahren verwitwet ist. Er war zur Tatzeit in seinem Baumarkt und sei von Melanie verständigt worden. Hellmann und Ritter bekommen mit, wie Thomas seiner Tochter Melanie die Schuld am Tod ihrer Schwester gibt. Aus der Tatsache, dass Susi mit ihrem Mörder in den Keller gegangen war, schließen die Beamten, dass sie ihn gekannt haben muss. Aus der Pathologie erfahren Hellmann und Ritter am nächsten Morgen, dass keine sexuelle Straftat vorliegt. Laut Aussage des Vaters wollten Melanie und Susi zur Tatzeit gemeinsam ins Kino gehen.
Von Hausmeister Planke erfahren die Beamten, dass kurz nach der Tat Wesel aus dem Haus gekommen sei und dass dieser, wie schon öfter, die spielenden Kinder gefilmt hatte. Hellmann und Ritter suchen Thomas und Melanie Karsten auf, die Tochter redet nicht mit ihrem Vater, auch Hellmann gegenüber gibt sie sich verschlossen. Dieser erfährt aber durch ein Foto in Melanies Zimmer, dass Melanie einen Freund hat. Thomas Karsten äußert Ritter gegenüber die Vermutung, dass Melanie sich trotz seines Verbots mit ihrer Clique getroffen hat, die ihm ein Dorn im Auge ist. Kurz darauf erhalten Hellmann und Ritter auch von der Nachbarin Svoboda den Hinweis auf den „Trippler“ Wesel. Die Beamten suchen nunmehr Wesel auf, dieser gibt zu, mit seiner Kamera ständig die Nachbarschaft zu filmen, zur Tatzeit will er heimlich vor, nicht jedoch im Haus der Karstens gewesen sein. Wesel, ein ehemaliger Lehrer, der sich eigenartig verhält und zahlreiche Psychopharmaka nimmt, wird von den Beamten mitsamt seiner umfangreichen Videosammlung mit aufs Revier genommen. Thomas beobachtet die Verhaftung vom Fenster aus. Seine Tochter fragt ihn unterdessen, wo er am Nachmittag gewesen sei. Melanie hatte vergeblich versucht, ihren Vater im Geschäft anzurufen. Dieser behauptet, den Baumarkt nur kurz verlassen zu haben. Hellmann und Ritter haben herausgefunden, dass in München, wo Wesel als Lehrer tätig war, mehrfach gegen Wesel wegen der Belästigung von Kindern ermittelt worden war. Wesel gibt an, diese ebenfalls „nur“ gefilmt zu haben, er beteuert seine Unschuld, die Beamten schicken ihn nach Hause.
Thomas Karsten ist unterdessen von der Täterschaft Wesels überzeugt, glaubt aber nicht an eine gerechte Strafe für ihn und sinnt auf Rache. Melanie schleicht sich auf das Hausboot von Wesel und holt aus einem Versteck eine Videokassette von sich und ihrem Freund, plötzlich taucht Wesel auf und stellt sie zur Rede. Er zeigt ihr ein Foto von einem kleinen Mädchen und erzählt Melanie, dass dieses wie Susi tot sei, die verängstigte Melanie läuft davon. Bei der Beerdigung von Susi schwört Thomas am Grab Rache. Als er unmittelbar darauf Wesel erblickt, der heimlich die Zeremonie filmt, geht er auf diesen los und muss von Hellmann und Ritter zurückgehalten werden. Ritter erfährt später von einer Angestellten Karstens, dass Melanie nach dem Tod der Mutter in eine Clique reingerutscht war, in der Alkohol und andere Drogen konsumiert werden. Weiterhin erzählt sie Ritter, dass sie den Anruf von Melanie nach dem Auffinden Susis entgegengenommen hatte, Thomas Karsten war ca. eine Stunde nicht in seinem Baumarkt gewesen. Wesel spricht die verängstigte Melanie vor ihrem Haus an und übergibt ihr eine Videokassette mit Aufnahmen ihrer Schwester. Später sucht Thomas Wesel auf und will ihn aus dem Fenster stürzen, doch besinnt er sich im letzten Moment. Hellmann erfährt von Leuten aus Melanies Clique, dass deren Freund Jost Stollberg keiner von ihnen war, er sitzt wegen Vergewaltigung eines Mädchens aus der Clique in der JVA ein, er sei mit Wesel befreundet gewesen und hätte Pornovideos mit Teenagern gemeinsam mit diesen produziert. Melanie gesteht unterdessen bei einem Haftbesuch ihrem Freund, dass sie seinerzeit die anonyme Anzeige bei der Polizei gemacht habe, die ihn ins Gefängnis brachte. Weiterhin erzählt Melanie Stollberg, dass Susis Mörder, dessen Füße sie beim Verlassen des Kellers gesehen hatte, die gleichen Schuhe trägt wie Stollberg, der Polizei hatte sie diese Beobachtung nicht berichtet.
Hellmann und Ritter suchen Thomas auf und konfrontieren ihn damit, dass er zur Tatzeit nicht in seinem Geschäft war, er gibt an, eine neue Frau kennengelernt zu haben, mit der er sich heimlich treffe, damit seine Kinder dies nicht mitbekämen. Später in der Haftanstalt erfahren die Beamten von der Gefängnispsychologin, dass Stollberg am Tatabend Ausgang hatte, allerdings in ihrer Begleitung. Sie befragen Stollberg, dieser bestreitet, mit Wesel befreundet zu sein, dieser habe ihm lediglich leidgetan, die Produktion von Pornovideos streitet Stollberg gänzlich ab. Die Beamten erfahren unterdessen, dass Thomas zur Tatzeit tatsächlich bei seiner Freundin war. Hellmann und Ritter suchen Wesel auf und konfrontieren ihn mit dem Vorwurf der Pornografie mit Minderjährigen. Dieser bestreitet die Vorwürfe, doch die Beamten finden auf seinem Hausboot ein entsprechendes Video und nehmen ihn fest. Wesel behauptet, Jost Stollberg seine Kamera geliehen zu haben, er habe keine Ahnung gehabt, welche Art von Filmen dieser mit der Kamera gedreht habe. Unterdessen ist die verzweifelte Melanie, die inzwischen davon überzeugt ist, dass ihr Freund ihre Schwester aus Rache für die Anzeige getötet hatte, von zu Hause weggelaufen und hat ihrem Vater eine Abschiedsbotschaft hinterlassen. Thomas unterrichtet sofort Hellmann, er vermutet, dass seine Tochter Suizid begehen möchte. Da die Clique von Melanie sich immer am U-Bahnhof Schlesisches Tor trifft, eilen die Beamten dorthin. Hellmann kann sie im letzten Moment retten, als sich Melanie gerade vor eine einfahrende U-Bahn stürzen will. Melanie übergibt auf der Fahrt nach Hause Hellmann wortlos ihr Video von Stollberg.
Zu Hause vertraut sich Melanie ihrem Vater an und erzählt ihm von ihrem Verdacht, Stollberg habe Susi umgebracht, weil er Melanie nicht antraf. Als sie ihrem Vater weiterhin erzählt, dass der Mörder die gleichen Schuhe trug und Stollberg Susis Lieblingslied kannte, versichert Thomas seiner Tochter, dass er die Wahrheit herausfinden werde. Hellmann und Ritter rätseln unterdessen, was Melanie ihnen mit dem Stollberg-Video sagen wollte. Sie finden heraus, dass Stollberg bei seinem Ausgang das Grab seiner Mutter besucht hatte, der Friedhof liegt in unmittelbarer Nähe vom Wohnhaus der Karstens. Hellmann findet im Selbstversuch heraus, dass Stollberg in den zwanzig Minuten am Grab seiner Mutter durchaus den Mord an Susi verübt haben könnte. Sie mutmaßen, dass die Gefängnispsychologin Stollberg alleine zum Grab gelassen hatte. Unterdessen nutzt Stollberg ein Bewerbungsgespräch zu seiner Resozialisierung außerhalb der JVA zur Flucht. Die Gefängnispsychologin bestätigt Hellmann und Ritter gegenüber deren Vermutung, Stollberg habe sie darum gebeten, am Grab alleine sein zu können. Stollberg sucht unterdessen Melanie auf, diese ruft verängstigt Hellmann an. Er und Ritter eilen zur Wohnung der Karstens. Stollberg versucht, die Tür aufzubrechen. Als die Beamten eintreffen, ergreift er, verfolgt von Hellmann, die Flucht. Vor dem Haus kann Thomas ihn stellen, eine Waffe ziehen und Stollberg durch einen Schuss ins Bein an der weiteren Flucht hindern. Er hält Stollberg seine Waffe gegen den Kopf und fragt ihn, warum Susi sterben musste. Stollberg beteuert, dass er die Kleine nicht töten wollte, er habe zu Melanie gewollt, Susi habe ihr freiwillig ihr Fahrrad gezeigt und dann plötzlich geschrien, als das Licht im Keller ausging, da habe er sie erstickt. Der Trippler wird unterdessen freigelassen, mit den Videos hatte er nichts zu tun. Susi hatte er stets gefilmt, weil sie ihn an seine eigene verstorbene Tochter erinnerte.

## Produktion
Der Tatort Der Trippler ist eine Produktion im Auftrag des SFB für Das Erste. Der Film wurde in Berlin gedreht. Bei seiner Erstausstrahlung am 20. August 2000 hatte Der Trippler 8,42 Millionen Zuschauer, was einem Marktanteil von 29,06 % entspricht.

## Kritik
TV Spielfilm beurteilte den Film positiv und kommentiert „Sozialkritisches Drama mit Zwischentönen“.